# Tel Aviv

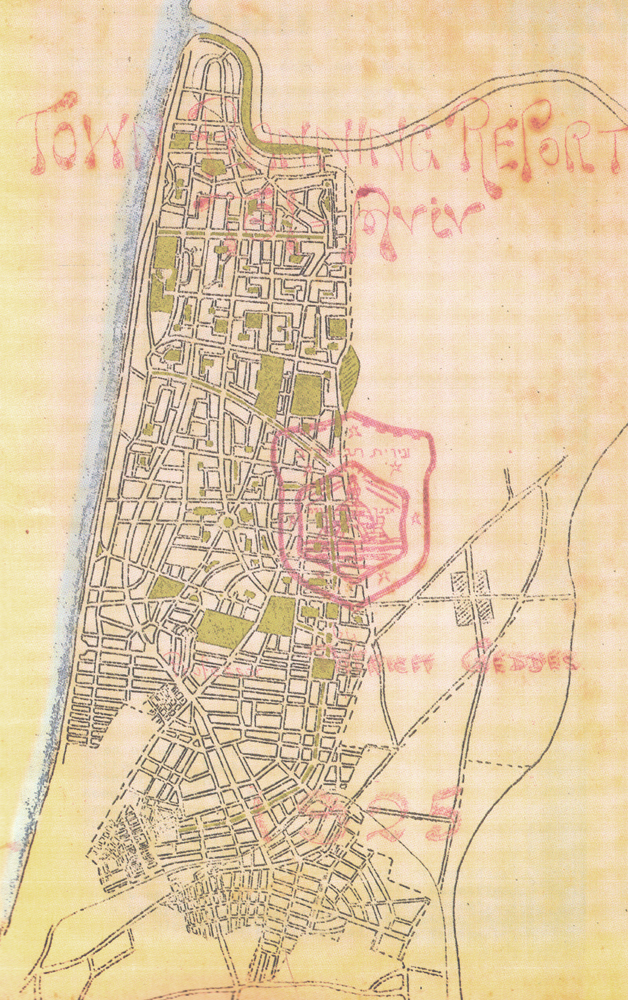
Patrick Geddes huvudplan för Tel Aviv från 1925.

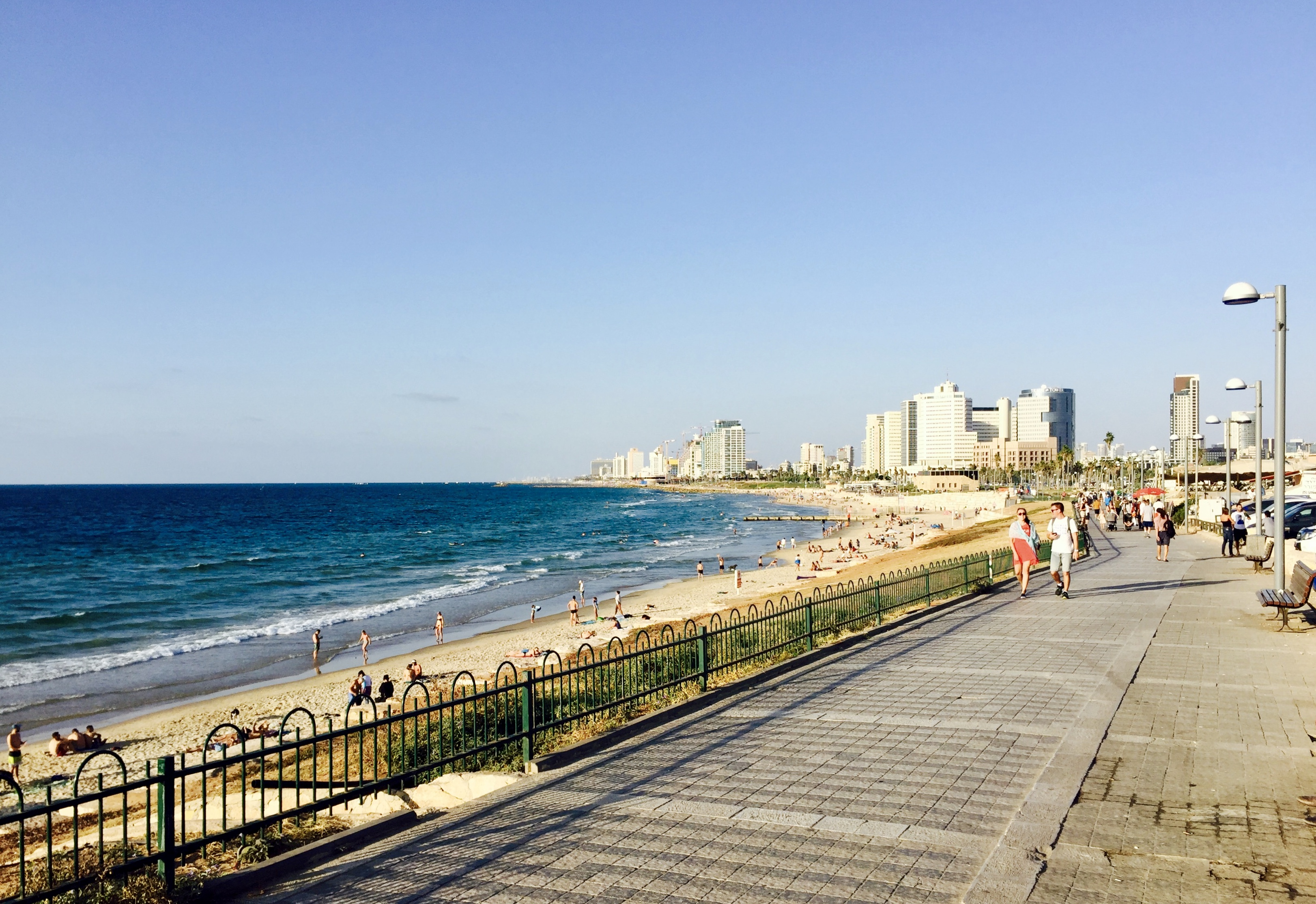
Tel Avivs strandpromenad; vy mot norr från Jaffa.

Tel Aviv (uttalat [tɛla'vi:v]), officiellt Tel Aviv-Yafo (hebreiska: תֵּל־אָבִיב, arabiska تَلْ أَبِيبْ-يَافَا Tal Abīb-Yāfā), är en kuststad i Israel. Staden är den näst största staden i Israel och ligger vid Medelhavet. Staden utgör också centrum i den mest befolkade delen av Israel, Gush Dan (Dan-området). Tel Aviv är hebreiska för "vårens kulle". Staden rankades 2012 på tredje platsen på Lonely Planets "Top ten cities". Tel Aviv är känt som "staden som aldrig sover".
Staden är även känd för sin entreprenöriella anda med många startups. 
Utöver detta så har även staden på senare år gjort sig känd för att vara framträdande inom vegansk mat. 

## Historia
Staden grundades 1909 av judar som var bosatta i hamnstaden Jaffa, vilken nu ingår i stadsområdet och som ligger nära tre kilometer från stadens centrum. Grundläggarna uppkallade staden efter den plats som beboddes av israelerna under den Babyloniska fångenskapen (Hesekiels bok 3:15). De första judarna under invandringen till Israel i modern tid slog sig ned i området omkring Tel Aviv.
Under åtta månader, maj till december 1948,  fungerade Tel Aviv som landets huvudstad.

## Geografi
Stadsregionen centrerad kring Tel Aviv består av ett antal fristående städer med totalt 3 miljoner invånare längs en cirka 14 km lång sträcka längs kusten; stadsområdet kallas Gush Dan. De fristående städerna är Bat Yam, Holon, Ramat Gan, Giv'atayim, Bnei Brak, Petah Tikva, Ramat HaSharon, Rishon LeZion och Qiryat Ono. I närheten av Tel Aviv, utanför staden Lod, ligger Israels enda internationella flygplats, Ben Gurions internationella flygplats.
Bauhausområdena i Tel Avivs Vita staden är sedan 2003 uppsatta på Unescos världsarvslista.

### Klimat
Tel Aviv har ett subtropiskt medelhavsklimat med heta, torra somrar och milda till varma, regniga vintrar.
Normala temperaturer och nederbörd i Tel Aviv:
|                                            | Jan | Feb | Mar | Apr | Maj | Jun | Jul | Aug | Sep | Okt | Nov | Dec |
| ------------------------------------------ | --- | --- | --- | --- | --- | --- | --- | --- | --- | --- | --- | --- |
| Normaldygnets maximitemperaturs medelvärde | 17  | 18  | 19  | 23  | 25  | 27  | 29  | 30  | 29  | 27  | 23  | 19  |
| Normaldygnets minimitemperaturs medelvärde | 10  | 10  | 11  | 14  | 17  | 21  | 23  | 25  | 22  | 19  | 15  | 11  |
|                                            |     |     |     |     |     |     |     |     |     |     |     |     |
| Nederbörd                                  | 127 | 90  | 61  | 18  | 2   | 0   | 0   | 1   | 1   | 23  | 79  | 126 |

| Diagram | temperaturer i °C • månadsnederbörd i mm | temperaturer i °C • månadsnederbörd i mm | temperaturer i °C • månadsnederbörd i mm | temperaturer i °C • månadsnederbörd i mm | temperaturer i °C • månadsnederbörd i mm | temperaturer i °C • månadsnederbörd i mm | temperaturer i °C • månadsnederbörd i mm | temperaturer i °C • månadsnederbörd i mm | temperaturer i °C • månadsnederbörd i mm | temperaturer i °C • månadsnederbörd i mm | temperaturer i °C • månadsnederbörd i mm | temperaturer i °C • månadsnederbörd i mm |
|         | 127 17 10                                | 90 18 10                                 | 61 19 11                                 | 18 23 14                                 | 2 25 17                                  | 0 27 21                                  | 0 29 23                                  | 1 30 25                                  | 1 29 22                                  | 23 27 19                                 | 79 23 15                                 | 126 19 11                                |

| Jan   | Feb   | Mar   | Apr   | Maj   | Jun   | Jul   | Aug   | Sep   | Okt   | Nov   | Dec   |
| ----- | ----- | ----- | ----- | ----- | ----- | ----- | ----- | ----- | ----- | ----- | ----- |
| 19 °C | 18 °C | 18 °C | 19 °C | 21 °C | 25 °C | 27 °C | 29 °C | 28 °C | 26 °C | 23 °C | 21 °C |

## Styre och internationella relationer
Staden betraktas av FN som Israels huvudstad, varför de flesta av dess medlemsstater har sina ambassader i Tel Aviv eller andra kuststäder. En del länder, såsom USA, Guatemala och Kosovo, har erkänt Jerusalem som Israels huvudstad och har därför sin ambassad där.

## Ekonomi och turism
Tel Aviv är Israels finansiella huvudstad samt centrum för konst och affärsverksamheter och har rankats som världens största startup-center utanför Silicon Valley i Kalifornien. Staden är en av världens dyraste storstäder och en av de mest globala storstäderna i världen, och har utsätts till en av de bästa strand-storstäder av National Geographic och till en av de bästa urbana stränderna i världen av Yahoo Travel. Tel Aviv har klassats som en av världens bästa gaydestinationer.
Cirka 3,8 miljoner utländska besökare besöker staden varje år. Staden är berömd för sina stränder, och den vita staden i Tel Aviv är berömd för sin arkitektur och erkänd som världsarv av Unesco.

## Befolkning
Tel Avivs stad har en yta på 50,6 km² (50 553 dunam) och befolkningstätheten är 7 445 inv/km². Enligt Israel Central Bureau of Statistics (CBS) hade staden i maj 2006 379 000 invånare och en årlig befolkningstillväxt på cirka 1 procent. 96,1 % av befolkningen är judisk, 3,0 % är palestinska muslimer och 0,9 % är palestinska kristna. Uppskattningsvis finns det även oregistrerad utländsk arbetskraft motsvarande cirka 50 000 personer i staden. Tel Aviv(-området) är den stad som har störst judisk befolkning i världen (cirka 3 miljoner, 2006), med New York på andra plats med cirka 1,5 miljoner judar (2014).

## Kultur
Tel Aviv Pride är en årlig festival i Tel Aviv som främst riktar sig till HBTQ-personer.